# Deniz Gamze Ergüven
Deniz Gamze Ergüven (ur. 4 czerwca 1978 w Ankarze) – turecko-francuska reżyserka i scenarzystka filmowa.
Urodziła się w Ankarze, ale od lat 80. mieszka we Francji. W 2008 ukończyła paryską szkołę filmową La Fémis. Jej debiut fabularny Mustang (2015) miał swoją premierę w sekcji "Quinzaine des Réalisateurs" na 68. MFF w Cannes, gdzie zdobył nagrodę Label Europa Cinemas. Obraz ten był nominowany jako oficjalny reprezentant Francji do Złotego Globu i Oscara dla najlepszego filmu nieanglojęzycznego. Otrzymał też cztery Cezary i Europejską Nagrodę Filmową dla odkrycia roku.